# Kipos Kozani
Para asentamientos con el mismo nombre, consulta el artículo: Κήπος (αποσαφήνιση)
Kipos es un pueblo semimontañoso de Kozani a una altitud de 360 metros  que se encuentra al oeste del lago artificial Polifitos y al sureste de la ciudad de Kozani a una distancia de 14,5 km . Durante el período de dominio turco, se llamó Baxi y así aparece mencionado en el Boletín Oficial del Estado 260A-31/12/1918, siendo anexado a la entonces comunidad de Kesaria. En 1928 pasó a llamarse Kipos. Según el plan Kallikratis, junto con Kesaria, forman la comunidad local de Kesaria, que pertenece a la unidad municipal de Elimia del municipio de Kozani y, según el censo de 2011, tiene una población de 129 habitantes  .